# Kerman
Kerman (perz. کرمان; /kermān/) je grad u Iranu i sjedište Kermanske pokrajine. Smješten je na golemoj ravnici uz rubne dijelove pustinje Dašt-e Lut, a od glavnog grada Teherana udaljen je oko 1075 km. Grad je osnovao Ardašir I., osnivač Sasanidskog Perzijskog Carstva u 3. stoljeću kao utvrdu pod imenom Behdešir. Godine 1271. Kerman je posjetio slavni istraživač Marko Polo koji ga spominje trgovačkim središtem odnosno prometnom stanicom između Perzijskog zaljeva i Horasana odnosno Središnje Azije. Veliki procvat grad je doživio i tijekom safavidskog razdoblja kada su kermanski sagovi izvoženi u Englesku i Njemačku. Većina očuvane povijesne infrastrukture današnjeg Kermana datira se u 19. stoljeće, a svoj povijesni opseg dosenguo je tek u 20. stoljeću. Kerman je danas značajan kao najveći svjetski proizvođač pistacije, a važi i kao industrijsko središte poznato po velikoj proizvodnji bakra i ugljena. Prema popisu stanovništva iz 2006. godine u Kermanu je živjelo 515.414 ljudi.

## Poveznice
- Zračna luka Kerman

## Vanjske poveznice
- (perz.) Službene stranice grada Kermana  Arhivirana inačica izvorne stranice od 8. lipnja 2012. (Wayback Machine)

Ostali projekti
|  | Zajednički poslužitelj ima još gradiva o temi Kerman |